# Gottfried Bitter
Gottfried Bitter CSSp (* 24. Oktober 1936 in Stadt Wevelinghoven; † 26. Oktober 2023 in Remagen) war ein deutscher römisch-katholischer Theologe und Ordinarius an der Rheinischen Friedrich-Wilhelms-Universität Bonn.

## Leben
1958 trat er bei den Spiritanern ein. Er studierte an der Ordenshochschule Knechtsteden. 1964 wurde er zum Priester geweiht. Er promovierte 1975 am Fachbereich Katholische Theologie der Westfälische Wilhelms-Universität Münster mit der Dissertation „Erlösung. Religionspädagogische Realisierung eines zentralen Theologischen Themas“. Nach Tätigkeiten als Dozent an der Julius-Maximilians-Universität Würzburg und als ordentlicher Professor an der Ruhr-Universität Bochum war er von 1980 bis zu seiner Emeritierung 2002 Lehrstuhlinhaber für Religionspädagogik und Homiletik an der Universität Bonn.

## Publikationen (Auswahl)
- Grundriss des Glaubens. Kösel, München 1984
- Das Leben wagen. Patmos-Verlag, Düsseldorf 1982
- Evangelisation in der Schule – christlich leben in einer säkularisierten Welt. Arbeitskreis Kath. Schulen in Freier Trägerschaft, Bonn 1982
- Schulderfahrung und Schuldbewältigung. Schöningh, Paderborn 1982
- Grundriss des Glaubens. Kösel, München 1980
- Erlösung. Kösel, München 1976